# Паровоз Ов-5109
Паровоз Ов-5109 — товарный паровоз серии Ов, построенный в 1902 (1907?) году и находившийся в эксплуатации до 1966 года. С 1967 года — памятник, установленный в Музее локомотивного депо железнодорожной станции Волгоград-I.

## История
Паровоз Ов-5109 был построен в 1902 году (по другим данным — в 1907 году). В период Сталинградской битвы доставлял на передовые позиции составы с боеприпасами и горючим.
В ноябре 1967 года паровоз был установлен возле локомотивного депо Волгограда в качестве памятника в честь трудовых подвигов железнодорожников Волгоградского отделения Приволжской железной дороги.

## Описание
На паровозе установлена мемориальная доска с текстом: «Паровозы этой серии водили бронепоезда в годы гражданской и Великой Отечественной войн. Обслуживались и ремонтировались рабочими депо Царицын—Сталинград».

## В филателии

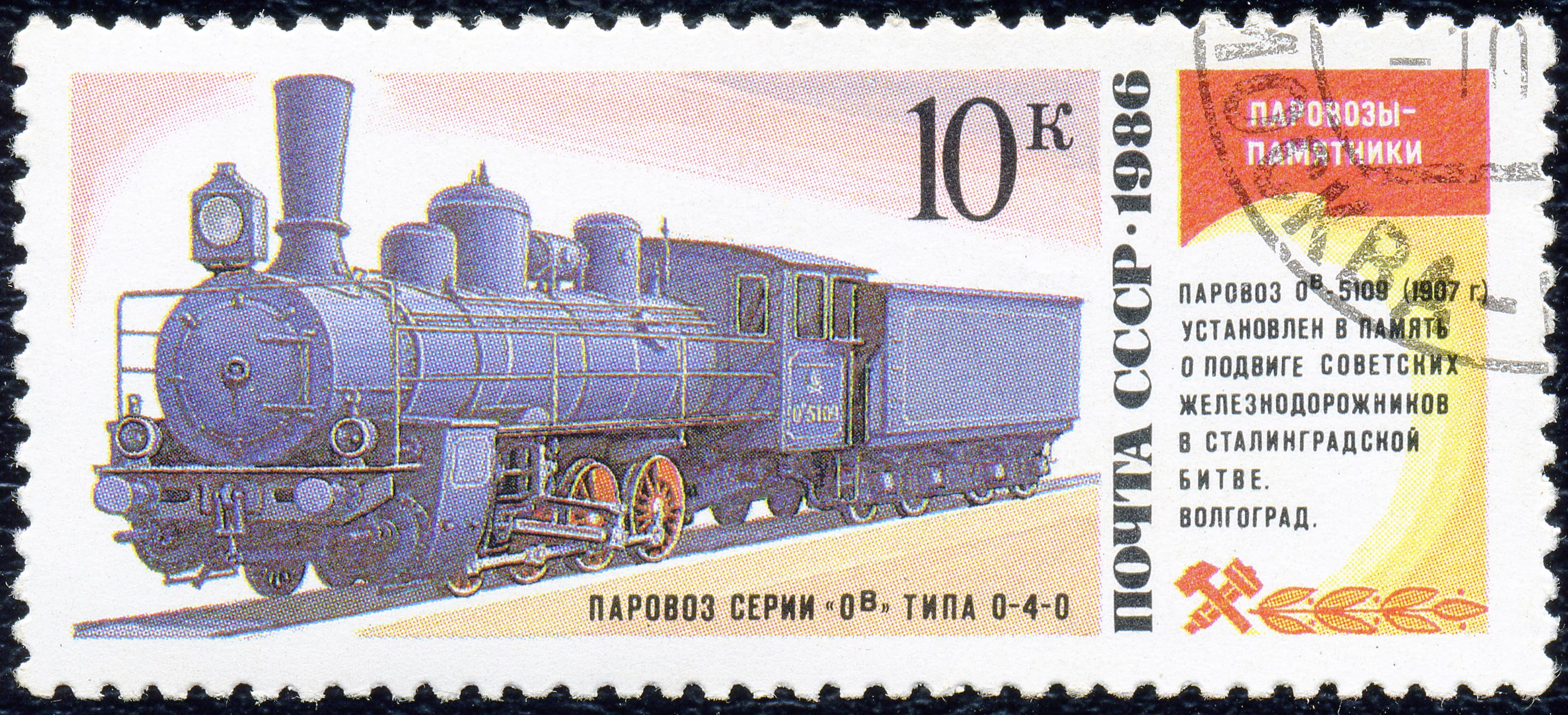
Марка с изображением паровоза Ов-5109

В 1986 году в СССР была выпущена почтовая марка номиналом 10 копеек с изображением паровоза Ов-5109 и надписью «Паровоз Ов-5109 (1907) установлен в память о подвиге советских железнодорожников в Сталинградской битве. Волгоград».